# André Collet
André Collet est un chimiste français originaire de Bretagne, né le 31 juillet 1945 à Hédé (Ille-et-Vilaine) et mort le 26 octobre 1999  à Lyon. Ses travaux portent sur la chiralité moléculaire et la stéréochimie. Il a beaucoup travaillé sur le dédoublement des racémiques.

## Biographie
Il a fait ses études à l'Université Pierre-et-Marie-Curie à Paris. En 1968, Il entre au Centre national de la recherche scientifique . Il soutient sa thèse de 3e cycle en 1969 et sa thèse d'état en 1973 au Collège de France. Il travaille en suite avec le Professeur J.F.M. Oth à l'École polytechnique fédérale de Zurich en 1974.
Il développe ses propres recherches, dans le domaine de la reconnaissance moléculaire, au Collège de France à partir de 1975 et il est nommé directeur de recherche au CNRS en 1984.
Il est nommé professeur à l'École normale supérieure de Lyon en 1988, où il crée le laboratoire de stéréochimie des interactions moléculaires (STIM), UMR 5532, qu'il dirigera jusqu'à sa mort en 1999. Il est également membre senior de l'Institut universitaire de France.

## Distinctions
Son œuvre scientifique a été récompensée par plusieurs distinctions dont :
- Le prix de la division de chimie organique de la Société française de chimie en 1984.
- Le prix Jecker de l'Académie des sciences en 1991.
- La médaille de l'École normale supérieure de Lyon en 1992.
- Le prix scientifique Philip-Morris en 1997.

André Collet était membre de :
- L'American Chemical Society
- La Royal Society of Chemistry
- La Société française de chimie.

Il faisait également partie des comités éditoriaux de revues scientifiques internationales :
- Tetrahedron : Asymmetry
- Supramolecular Chemistry
- Chirality
- Enantiomer
- Topics in Stereochemistry
- New Journal of Chemistry

En 1997, il a été élevé au rang de Chevalier dans l'Ordre national du Mérite.